# Salut i força al canut

Pepon Coromina, Francesc Bellmunt, Josep Maria Loperena i Isabel Mestres al rodatge de Salut i força al canut.

Salut i força al canut és una comèdia catalana del 1979 dirigida per Francesc Bellmunt amb un guió escrit per ell mateix, amb Miguel Sanz i l'actor protagonista Juanjo Puigcorbé, que segueix la pista de l'èxit de L'orgia. Aprofitant les connotacions de la coneguda expressió popular catalana que dona títol a la pel·lícula aprofita per caricaturitzar la tragicomèdia d'alguns aspectes relacionats amb la sexualitat de la parella hétero. Doblada al castellà fou comercialitzada amb el títol Cuernos a la catalana.

## Sinopsi
Un sexòleg i la seva companya celebren l'aniversari del seu casament amb els pares i uns amics. A la sobretaula del sopar, ella confessa obertament que li és infidel amb un dels amics. L'estrambòtica manera d'afrontar la situació per part dels mascles implicats, la comèdia de retrets i exhibicionisme que representen, per molt poc no acaba en tragèdia.

## Repartiment
- Juanjo Puigcorbé...	Joan
- Alicia Orozco...	Laura
- Isabel Mestres	...	Ana
- Pepón Coromina	...
- Josep Maria Benaiges	...	Eudald
- Joan Borràs	...	Pacient
- Santiago Cortés	...	P. Taulé
- Jordi Farràs	...	La Voss del Trópico
- Josep León	...	Pare
- Anna Lizaran	...	Lola

## Recepció
Tot i no tenir tant ressò com L'orgia, fou exhibida com a part de la selecció oficial al Festival Internacional de Cinema de Sant Sebastià 1979.